# Кобилова, Зиёда Уткировна
Зиёда Уткировна Кобилова (узб. Ziyoda O’tkirovna Qobilova; родилась 7 января 1989 года) — узбекская певица и актриса, наиболее известная под псевдонимом Ziyoda. С молодости любила петь песни примадонны узбекской эстрады Юлдуз Усмановой. После школы училась в музыкальном колледже имени «Хамза».
На «Песня года-2014» в Узбекистане песня певицы Sevadi Yorim Mani вошла в 20 лучших хитов года.

## Жизнь и творчество
Поёт на узбекском и английском языках. Она стала знаменитой за пределами Узбекистана благодаря песне Русланы «Wild Dances». Зиёда также выступала в ряде драматических фильмов Узбекистана. Зиёду очень часто критикуют за то, что временами в своем творчестве использует популярные мировые хиты. Но певица не обращает внимание на критику, и продолжает использовать мировые хиты. Помимо этого она почти единственная узбекская певица, которая использовала в своем творчестве музыку песен Русланы и Бритни Спирс. Таким образом, доказывая что, узбекский язык не менее подходящий для песен, чем другие языки. Песня «Хаттуба» входит в мировую коллекцию самых известных восточных мелодий. Кстати, Зиёда доказала что ей не занимать смелости. Ведь эта песня является одной из самых популярных мелодий из узбекско-индийского кинофильма «Али-баба и сорок разбойников», где под эту песню так зажигательно танцевала индийская звезда Зинат Аман. И Зиёде прекрасно удалось спеть эту зажигательную песню.

## Видеография
| Год | Клип | Режиссёр |
| --- | ---- | -------- |
| 20  | «#»  | #        |
| 20  | «#»  | #        |

## Фильмография
| Год  | название                        | роль                |
| ---- | ------------------------------- | ------------------- |
| 2007 | Asal qopqog'i                   | камео               |
| 2007 | Boyvachcha                      |                     |
| 2008 | Nortoy                          | Зиёда               |
| 2008 | Madagaskar 2                    | озвучка (узбекский) |
| 2009 | Achchiq hayot                   |                     |
| 2009 | Qalbaki dunyo                   | камео               |
| 2010 | Kichkina xo'jayin               | камео               |
| 2010 | Bekorchilar makoni              | Феруза              |
| 2010 | Tohir va Zuhra 2 yangi talqinda | камео               |
| 2011 | Enagalar                        |                     |
| 2011 | Uchrashuv                       | Зиёда               |
| 2013 | Ijarachilar                     | Шахноза             |